# Região Andina da Colômbia
A Região Andina da Colômbia é a zona mais populosa do país e a zona economicamente mais ativa de toda a cordilheira dos Andes, com uma população ao redor de 34 milhões de habitantes; coincide com a parte septentrional dos Andes. Orienta-se do sul ocidental ao norte oriental, entre Equador e Venezuela. Dentro do território de Colômbia se divide em três cordilheiras, Ocidental, Central e Oriental, que dão lugar a numerosos vales, canhões, mesetas e um sistema fluvial cujos principais rios são o Cauca e o Magdalena  do Brasil.

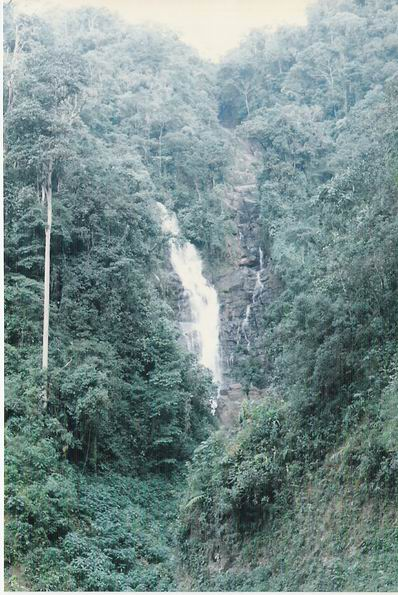
O Bosque andino colombiano se torna rico graças a grande diferença de pisos térmicos e a posição tropical da Colômbia

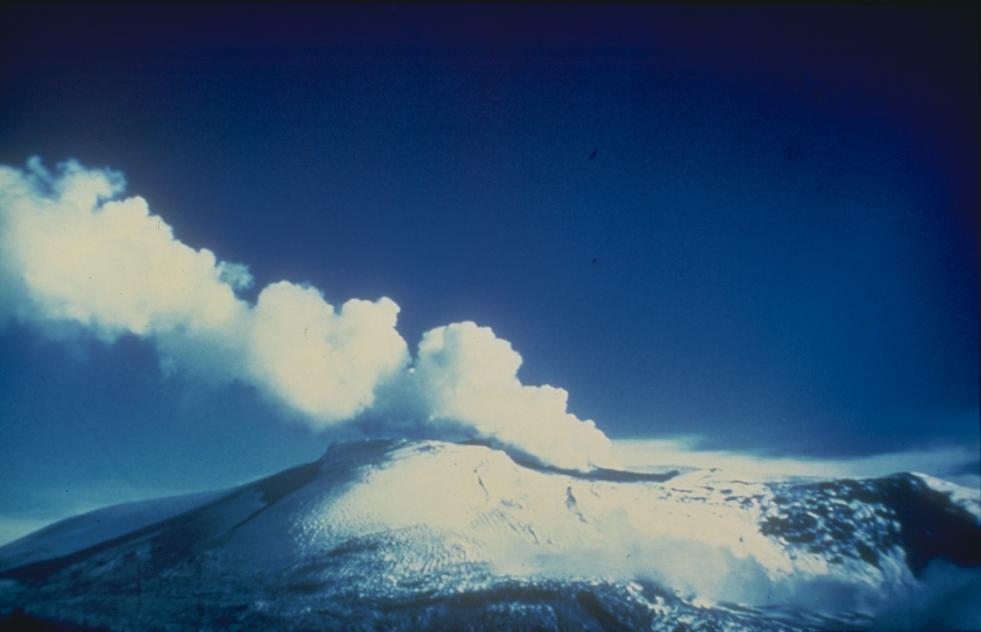
Vulcão Nevado del Ruiz, Cordilheira Central

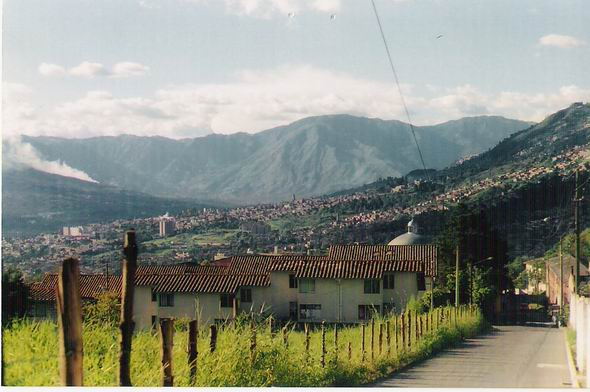
O Valle de Aburrá, mostra da concentração urbana na Colômbia na Região Andina

## Descrição
Ao sul da Colômbia, os Andes constituem uma só cordilheira com picos vulcânicos de até 5000 m de altura, mas para o norte se divide rapidamente em três cordilheiras chamadas respectivamente Ocidental, Central e Oriental, nos nudos de Pasto e Almaguer.
A Cordilheira Central está separada da Ocidental por uma distância média de 400 m por uma falha geológica ocupada pelo Rio Patía ao sul e pelo Rio Cauca ao norte.
A Cordilheira Oriental se separa gradualmente para o leste, criando a bacia do rio mais importante de Colômbia, o Magdalena. Esta cordilheira se estende para o noroeste y alcança sua maior altitude em Boyacá, formando a Serra Nevada do Cocuy antes de entrar ao território venezuelano, donde adquire o nome de Cordilheira de Mérida. Um braço, chamado Sierra de Perijá, se desprende de esta para o norte gradualmente perdendo altura e alcança o Mar do Caribe em Punta Gallinas, na península de La Guajira, extremo norte de Colômbia. No Perijá se aproxima da Serra Nevada de Santa Marta, formando um Valle drenado pelo Rio Cesar. A Serra Nevada de Santa Marta é a estrutura montanhosa mais alta da Colômbia (5.775 m).
As três Cordilheiras têm picos principalmente de formação vulcânica de mais de 4.000 msnm. A Central e a Oriental têm picos de mais de 5.000. Muitos destes vulcões são ativos e tem causado destruição e mortes no passado devido às explosões de gás e cinza como também as avalanches de gelo e lodo. O ocidente do país está sujeito a una maior atividade telúrica, o que demonstra a instabilidade de sua natureza geológica. Ao norte ocidental da Cordilheira Ocidental aparece um sistema montanhoso chamado Serrania do Baudó, que continua pelo Darién girando ao oeste para Panamá. Esta região recebe seu nome porque por toda ela lugar cruza a cordilheira dos Andes, além de mais ali se encontram também as cordilheiras ocidental e oriental.

## Sub-regiões naturais
A extensa região que cruza o país de sul ocidental a norte oriental, possui numerosas sub-regiões naturais e sub-culturas. As mais destacadas são:
- El Nudo de los Pastos.
- Fossa del Patía.
- Altiplano de Popayán.
- Vale do Rio Cauca.
- Canhão do Rio Cauca.
- Maciço Colombiano.
- Montanha Antioquenha.
- Maciço Vulcânico.
- Magdalena Médio.
- Alto Magdalena.
- Altiplano Cundiboyacense.
- Montanha Santandereana.
- Fossa do Suárez e Chicamocha.
- Maciço de Santurbán.
- Catatumbo.
- Serrania dos Motilones.
- Vertente Llanera.
- Vale do Baixo Cauca.

## Desenvolvimento econômico

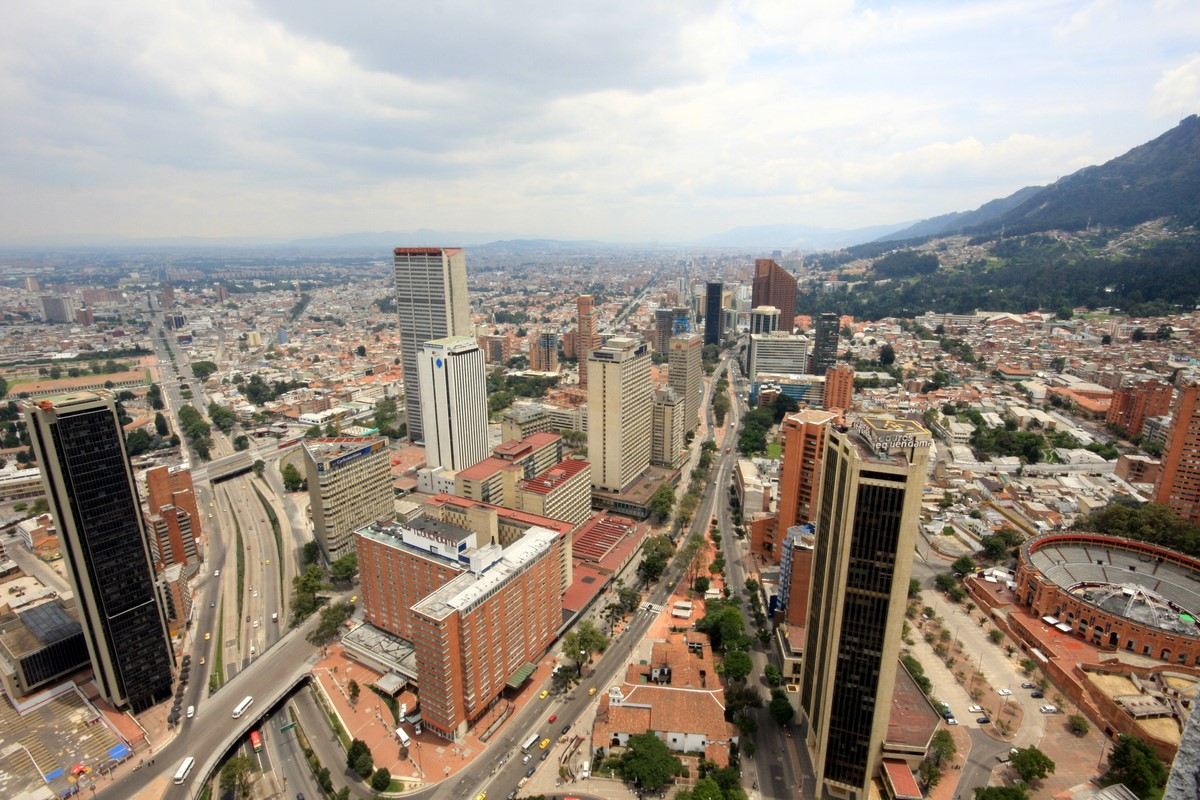
Centro de negócios de Bogotá

A região andina possui a maioria dos recursos hídricos do país assim como as terras mais produtivas para a agricultura. De seu subsolo se exploram petróleo, esmeraldas, sal e outras riquezas minerais.
Bogotá, Cali e Medellín, as três mais populares e economicamente poderosas cidades do país se encontram na região andina. Cúcuta, com um importante desenvolvimento econômico e sua proximidade com a Venezuela, Bucaramanga uma cidade que está é muito avançada em desenvolvimento industrial e social.
Logo estão às cidades do Eixo Cafeeiro Pereira, Manizales e Armênia (as três capitais do eixo cafeeiro).
Na região Andina se encontra mais de 80% dos cultivos de café do país, distribuídos principalmente no Eixo Cafeeiro (Caldas, Risaralda, Quindío, Antioquia, Tolima, Cundinamarca e Norte de Santander).

## Cultura
Devido à grande diversidade climática y a historia dos povoamentos, existem diferentes grupos sub-culturais nesta região. Entre os principais sub-grupos se destacam:
- Paisa: se estende na parte montanhosa dos departamentos de Antioquia, Caldas, Risaralda e Quindío, assim como o norte do departamento do Vale do Cauca e o norte ocidental do Tolima, que formam a chamada Região Paisa e sua sub-região, o Eixo cafeeiro. Seu acento se caracteriza pelo voseo na Antioquia e o "usted" no Eixo cafeeiro.
- Santandereano: é outra "raça de montanha" que se estende pelas montanhas de Santander e Norte de Santander. O falar direto e o uso quase exclusivo de "usted" caracterizam sua linguagem.
- Opita: se apresenta no vale do Alto Magdalena, nos departamentos de Huila e Tolima.
- Valluno: no Valle do rio Cauca, correspondente a parte central do departamento do Vale do Cauca. No falar se destaca também o voseo.
- Pastuso: se estende principalmente pelas montanhas de Nariño. Sua forma de falar o espanhol deixa ver o substrato quechua de seus ancestrais, conservando a distinção entre a «y» e a «ll», e contendo palavras como «guagua» e «achichay».
- Cundiboyacence: se estende principalmente pelo altiplano homônimo, exceção, talvez, da cidade de Bogotá, que possui alguns rasgos culturais próprios. A forma habitual de trato formal é «sumercé».

Estes no são os únicos grupos culturais, existindo um continuo cultural que une, por exemplo, ao grupo opita com o santandereano, separando aos grupos paisas dos cundiboyacences; há também grupos indígenas como os guambianos e os Nasa (Paéz), que no estão incluídos na classificação anterior.
É a cuna de um dos gêneros musicais mais charmosos, o bambuco.  Outros ritmos incluem o pasillo, a guabina e o bunde.

## Parques Nacionais Naturais da Região Andina

### Nudo dos Pastos
Santuário de Fauna e Flora Galeras
Santuário de Fauna e Flora Ilha de La Corota

### Cordilheira Ocidental
Parque Nacional Natural Paramillo
Parque Nacional Natural Las Orquídeas
Parque Nacional Natural Farallones de Cali
Parque Nacional Natural Munchique

### Cordilheira Central
Parque Nacional Natural Los Nevados
Parque Nacional Natural Las Hermosas
Parque Nacional Natural Puracé
Parque Nacional Natural Nevado do Huila
Parque Nacional Natural Selva de Florencia
Santuário de Fauna e Flora Otún Quimbaya

### Cordilheira Oriental
Parque Nacional Natural Guácharos
Parque Nacional Natural Cordilheira dos Picachos
Parque Nacional Natural Chingaza
Parque Nacional Natural Sumapaz
Parque Nacional Natural Cocuy
Parque Nacional Natural Pisba
Parque Nacional Natural Serrania dos Yariguíes
Parque Nacional Natural Tamá
Área Natural Única Los Estoraques
Santuário de Fauna e Flora Guanenta Alto Río Fonce
Santuário de Fauna e Flora Iguaque